# 白澤政和
白澤 政和（しらさわ まさかず、1949年1月28日 - ）は、日本の社会福祉学者。大阪市立大学名誉教授、桜美林大学教授。四日市福祉専門学校学校長。

## 来歴
三重県生まれ。1972年大阪市立大学家政学部社会福祉学科卒、74年同大学院家政学研究科社会福祉学専攻修士課程修了。1975年大阪市立大学生活科学部助手、82年講師、88年助教授、94年教授、生活科学研究科教授、2011年定年退官、名誉教授、桜美林大学老年学研究科教授。1993年「ケースマネージメントの理論と実際」で佛教大学より博士（社会学）の学位を取得。1993年吉村仁賞、1995年福武直賞受賞。

## 著書
- 『ケースマネージメントの理論と実際 生活を支える援助システム』中央法規出版 1992
- 『「老人保健福祉計画」実現へのアプローチ サービスの利用促進にむけて』中央法規 1994
- 『介護保険とケアマネジメント』中央法規出版 1998
- 『ケアマネジメントハンドブック』医学書院 1998
- 『生活支援のための施設ケアプラン いかにケアプランを作成するか』中央法規出版 2003
- 『福祉のアゴラ ソーシャルワーカー、ケアマネジャー、ケアワーカーへの応援歌』中央法規出版 2009
- 『「介護保険制度」のあるべき姿 利用者主体のケアマネジメントをもとに』筒井書房 2011
- 『キーワードでたどる福祉の30年』中央法規出版 2011
- 『地域のネットワークづくりの方法 地域包括ケアの具体的な展開』中央法規出版 2013

### 共編著
- 『老後の生活保障百科』編集 中央法規出版 1983
- 『ケースマネージメント事例集 在宅介護支援センターに学ぶ』編著 中央法規出版 1993
- 『ケアマネジャー養成テキストブック』編 中央法規出版 1996
- 『公的介護保険への経営戦略 21世紀の施設・社協のあり方を求めて』三浦文夫監修 中西茂共編 中央法規出版 1998
- 『介護支援専門員実践テキストブック』編著 中央法規出版 1999
- 『公的介護保険下で選ばれる在宅サービスの経営戦略』三浦文夫監修 中西茂共編 中央法規出版 1999
- 『社会福祉援助方法』尾崎新,芝野松次郎共編 有斐閣 これからの社会福祉 1999
- 『21世紀への架け橋-社会福祉のめざすもの 第3巻　社会福祉援助と連携』右田紀久恵,小寺全世共編著 中央法規出版 2000
- 『介護支援専門員によるケアマネジメント事例集』奥西栄介,福富昌城共編著 中央法規出版 2001
- 『介護支援専門員のためのケアプラン作成講座』編・著 環境新聞社 2001
- 『社会福祉士・介護福祉士のための用語集』第2版 古川孝順,川村佐和子共編 誠信書房 2001
- 『ケアマネジメント』渡辺裕美,福富昌城共編著 中央法規出版 福祉キーワードシリーズ　2002
- 『ケアマネジャーのためのステップアップ事例集』編著 中央法規出版 2002
- 『社会福祉基礎シリーズ 老人福祉論 高齢者福祉とソーシャルワーク』東條光雅,中谷陽明共編 有斐閣 2002
- 『社会福祉士養成テキストブック 社会福祉援助技術論』北島英治,米本秀仁共編著 ミネルヴァ書房 2002
- 『社会福祉士養成テキストブック 社会福祉援助技術演習』黒木保博,牧里毎治共編著 ミネルヴァ書房 2003
- 『社会福祉士養成テキストブック 老人福祉論』中野いく子共編著 ミネルヴァ書房 2003
- 『通所介護計画のつくり方 利用者への質の高いサービス提供のために』長崎県老人福祉施設協議会デイサービス部会監修（編）中央法規出版 2006
- 『在宅ケア事典』日本在宅ケア学会監修 福島道子と編集代表 池田誠,加瀬裕子,川村佐和子,高崎絹子,瀧澤利行,寺山久美子,長谷川幹編 中央法規出版 2007
- 『新・社会福祉士養成テキストブック　社会福祉援助技術演習』黒木保博,牧里毎治共編著 ミネルヴァ書房 2007
- 『ストレングスモデルによる介護予防ケアマネジメント 理論と実際』介護予防研究会監修 編 中央法規出版 2007
- 『ケアマネジメント 在宅・施設のケアプランの考え方・つくり方』蛯江紀雄共編 全国社会福祉協議会 2009
- 『社会福祉士相談援助演習』福山和女,石川久展共編 日本社会福祉士養成校協会監修 中央法規出版 2009
- 『社会福祉士相談援助実習』米本秀仁共編 日本社会福祉士養成校協会監修 中央法規出版 2009
- 『ストレングスモデルのケアマネジメント いかに本人の意欲・能力・抱負を高めていくか』編著 ミネルヴァ書房 2009

### 監修
- 『Minerva社会福祉士養成テキストブック』岩田正美,大橋謙策共監修 ミネルヴァ書房 2009
- 『介護福祉士養成テキストブック』井上千津子,澤田信子,本間昭共監修 ミネルヴァ書房 2009
- 『岡村理論の継承と展開』全4巻 右田紀久惠共監修 ミネルヴァ書房 2012

### 翻訳
- イギリス保健省『ケアマネジャー実践ガイド』広井良典,西村淳共訳・著 医学書院 1997
- ステファン・M.ローズ編『ケースマネージメントと社会福祉』渡部律子,岡田進一共監訳 ミネルヴァ書房 Minerva福祉ライブラリー 1997
- バーバラ・J.ホルト『相談援助職のためのケースマネジメント入門』監訳 所道彦,清水由香編訳 中央法規出版 2005

### 記念論文集
- 『新たな社会福祉学の構築 白澤政和教授退職記念論集』中央法規出版 2011